# 第一代托利的厄斯金從男爵威廉·厄斯金
第一代托利的厄斯金從男爵威廉·厄斯金（英語：Sir William Erskine, 1st Baronet，1728年—1795年3月19日），英國陸軍軍官。厄斯金家族世代從軍，他在1742年開始服役，參與奧地利王位繼承戰爭。七年戰爭期間厄斯金因功獲為爵士。美國獨立戰爭時期，厄斯金被指派為亨利·克林頓的隨同軍官，參與長島會戰，又曾調到查爾斯·康沃利斯旗下。1777年厄斯金陞任准將，再在1779年陞任少將，但在同年調回倫敦。法國大革命戰爭爆發後，厄斯金隨同約克和奧爾巴尼公爵參戰，並在1791年封為從男爵。1795年厄斯金去世，爵位傳給兒子第二代托利的厄斯金從男爵威廉·厄斯金。